# Люботин (гора)

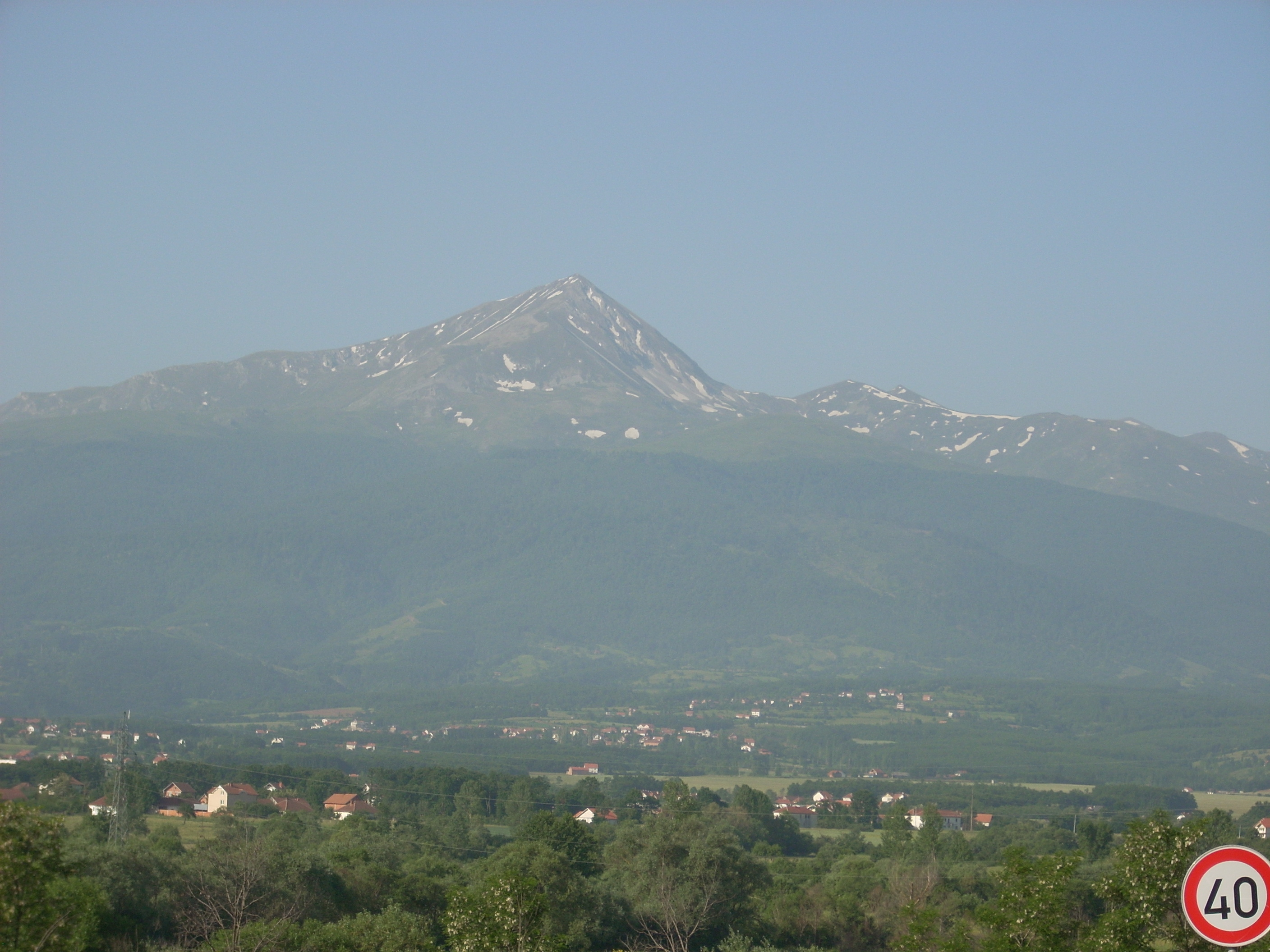
Вид на Люботин из Косова

Люботин — горная вершина хребта Шар-Планина, расположенная на границе между Северной Македонией и частично признанной Республикой Косово. Её абсолютная высота составляет 2498 м.
Гора Люботин имеет пирамидальную форму является одной из живописнейших вершин хребта Шар-Планина. Она расположена в восточной части гор Шар-Планина и является высочайшей вершиной массива. Однако поскольку она стоит несколько изолировано от остальной части горного хребта, Люботин доминирует над окружающим ландшафтом. Гора хорошо видна с больших расстояний, например из Скопье и из Приштины.
На территории частично признанной Республики Косово находится основная часть горы: северный, северо-западный и юго-восточный склоны. На северомакедонской территории расположен южный склон. У северного подножья горы проходит долина реки Лепенац, на юге — долина реки Вардар. Восточные и юго-восточные склоны покрыты густым лесом. Выше лесной зоны расположены альпийские луга, используемые в качестве пастбищ. Западнее вершины расположено ледниковое озеро Ливадици.
Гора сложена мезозойскими породами (преимущественно известняком). Многочисленны известняковые осыпи и каменистые участки, покрытые характерной для таких мест растительностью. На склонах горы можно встретить железницу Sideritis scardica. На известняковых участках вблизи пика произрастает редкая фиалка Viola grisebachiana.
Люботин является излюбленным местом у многих альпинистов из Европы. На северомакедонском склоне расположена хижина «Люботин», к которой ведёт дорога из села Вратница (время в пути составляет около 2 часов). Хижина открыта с мая по ноябрь.
По одной из версий, на гербе Северной Македонии изображена именно гора Люботин. В честь горы получил название футбольный клуб Люботин из северомакедонского города Тетово.